# Myrmarachne shelfordi
Myrmarachne shelfordi este o specie de păianjeni din genul Myrmarachne, familia Salticidae, descrisă de Peckham, Peckham, 1907. Conform Catalogue of Life specia Myrmarachne shelfordi nu are subspecii cunoscute.